# Whittington (Northumberland)
Whittington – civil parish w Anglii, w hrabstwie Northumberland. W 2011 civil parish liczyła 401 mieszkańców. W obszar civil parish wchodzą także Bingfield, Clarewood, Great Whittington, Hallington, Halton i Little Grottington.